# 교도소 월드컵
"교도소 월드컵"은 2001년에 개봉한 대한민국의 영화이다.

## 캐스팅
- 정진영 : 빵장 역
- 조재현 : 질문 역
- 황인성 : 방담임 역
- 김일우 : 꼰대 역
- 장두이 : 개심통 역
- 전철우 : 굴뚝 역
- 송영탁 : 종교 역
- 유순철 : 테레비 역
- 김세영 : 발바닥 역
- 이승우 : 바람 역
- 조성덕 : 장기 역
- 강기원 : 병아리 역
- 김철수 : 휘발유 역
- 채태석 : 탈출 역
- 조종욱 : 몽쉘통통 역
- 이준태 : 더듬이 역
- 박인환 : 장 소장 역
- 이병철 : 김 과장 역
- 민경진 : 도 계장 역
- 박종철 : 박 소장 역
- 반석진 : 법무부장관 역
- 이칸희 : 빵장아내 역
- 윤지원 : 일어강사 역
- 조영관 : 탈출아들 역
- 이승용 : 차 감독 역
- 나재균 : 결승 주심 역
- 박장희 : 결승 부심 역
- 유승완 : 결승 부심 역
- 이종상 : 서울팀주장 역
- 김종민 : 서울10번 역
- 심우명 : 서울팀 역
- 주명철 : 서울팀 역
- 오경철 : 서울팀 역
- 박중근 : 서울팀 역
- 이동욱 : 서울팀 역
- 장희 : 서울팀 역
- 장현석 : 서울팀 역
- 박세원 : 서울팀 역
- 이상현 : 경운기남자 역 (특별출연)